# Alain Demouzon
Œuvres principales
- Adieu, La Jolla
- Mes crimes imparfaits
- La Promesse de Melchior

Alain Demouzon est un romancier, scénariste, nouvelliste, auteur de romans policiers ou littérature d'enfance et de jeunesse, reporter et essayiste français, né le 13 juillet 1945 à Lagny-sur-Marne.
Son œuvre, commencée en 1974 et riche d'une quarantaine de livres et de plus de cent soixante-dix contes et nouvelles, se caractérise par sa diversité et son originalité, bien qu'ancrée fortement dans une littérature de genre — le roman policier, l'énigme, le roman noir…
En 1994, dans sa présentation du premier volume de " l'Intégrale Alain Demouzon " (éditions du Masque), Jacques Baudou considérait cet auteur comme : " Un écrivain de toute première magnitude, l'un des plus importants qu'ait jamais connu la littérature policière française, l'un de ceux qui ont le plus fait pour sa reconnaissance actuelle. "

## Biographie
Les études d'Alain Demouzon le conduisaient vers l'enseignement (Maîtrise de lettres modernes, à la Sorbonne, et licence en sciences de l'éducation). Mais, après son service militaire, c'est vers le cinéma qu'il se dirige, y occupant divers postes, avant de devenir pour quelque temps l'assistant permanent de Jean Yanne et de la production Cinéquanon.
En 1974, il décide d'écrire à plein temps. Son premier roman, Assomption pour les charlots (histoire burlesque d'un casse perpétré pendant le week-end du 15 août) ne sera édité que vingt ans plus tard. Entre-temps, d'autres romans ont vu le jour. La méthode est de commencer un nouveau livre dès que le précédent est terminé.
C'est à la rentrée littéraire de 1975 que Gabriel et les Primevères paraît dans la collection blanche des éditions Flammarion. Ce roman n'est pas à proprement policier, bien qu'un crime et un enquêteur y jouent un rôle. L'année suivante, l'engagement sur la voie du roman criminel se fait plus résolu. Mouche est le premier de treize titres que Flammarion va publier dans une collection réservée à ce seul auteur. Un courant critique très favorable à ces romans "écrits en français dans le texte" s'installe et, grâce à des articles et entrevues parus, entre autres, dans le journal Le Monde (qui, à l'époque ne s'intéressait guère au roman policier), Alain Demouzon s'impose rapidement comme l'un des plus prometteurs jeunes auteurs d'un renouveau dont A.D.G., Manchette et Vautrin sont également des chefs de file. On parlera alors de néo-polar, terme souvent mal compris et que Demouzon ne revendiquera jamais.
Ses livres connaissent des éditions en une quinzaine de langues et il sera l'un des rares auteurs français à être traduit aux États-Unis.
En 1980, Alain Demouzon devient le premier président de 813 : les amis de la littérature policière, association dont il est l'un des quatre fondateurs.
En 1984, avec La Perdriole il revient au roman "blanc", ce que d'autres ouvrages confirmeront… puisque l'écriture, comme la vie, est "une aventure aux mille chemins".
Pour autant, et contrairement à ce qui a souvent été dit, Demouzon n'abandonnera jamais le polar. Marié, père de trois enfants, et ayant acheté une petite maison dans le 13e arrondissement de Paris, il doit se diversifier pour gagner sa vie. Il pige à l'hebdomadaire VSD, pour des "grands" reportages de faits divers, confrontation de terrain au polar "réel". Dans le mensuel Q.I. Jeux & Tests, il publie des énigmes "à résoudre vous-même" qui seront recueillies en volumes. Dans la revue Polar, il écrit des chroniques qui seront éditées, bien des années plus tard, dans ses Leçons de ténèbres. Et il travaille surtout comme scénariste pour le cinéma (Stress, de Jean-Louis Bertuccelli) et pour la télévision (Les Cinq Dernières Minutes ; Inspecteur Puzzle ; Ferbac). Il multiplie les projets, dont les 9/10e n'aboutissent pas, selon les aléas de ce métier.
En 1994, Dernière station avant Jérusalem paraît à la Série noire et marque un retour plus résolu à la littérature policière imprimée, ce que va confirmer Melchior, première saison des aventures "existentielles" d'un commissaire atypique — donc particulièrement "original" dans un univers éditorial où triomphent plutôt les stéréotypes. Avec ce personnage clé, Demouzon tente de conforter sa synthèse entre les ingrédients habituels du roman noir et les arrière-plans de profondeur du romanesque le plus général. Cette originalité fut célébrée par les observateurs les plus attentifs, mais semble avoir échappé à beaucoup. Un roman de Demouzon ne ressemble pas aux autres.
Six romans de la série Melchior sont parus à ce jour. La Promesse de Melchior a obtenu le Prix polar 2000 du salon de Montigny-lès-Cormeilles, ainsi que le Prix Mystère de la critique 2001 (prix qui, vingt-deux ans plus tôt, avait récompensé Mes crimes imparfaits). En 1992, Alain Demouzon a reçu le Prix Paul Féval de littérature populaire, pour l'ensemble de son œuvre.
En avril 2003, Alexandre Lous a pu écrire dans le Magazine Littéraire : « On ne compte plus de nos jours les auteurs de romans policiers de langue française. Mais parmi eux, Alain Demouzon est un des rares, un des très rares à avoir réellement bâti une œuvre. »

## Œuvre

### Romans
- 1975 : Gabriel et les Primevères, Flammarion.
- 1976 : Mouche, Flammarion; J'ai lu, 1978 ; Fayard Noir, 2005.
- 1976 : Le Premier-né d'Égypte, Flammarion; J'ai lu, 1979 ; Fayard Noir, 2005.
- 1977 : Un coup pourri, Flammarion; J'ai lu, 1979 ; Fayard Noir, 2005.
- 1977 : Le Retour de Luis, Flammarion ; J'ai lu, 1980 ; Fayard Noir, 2005.
- 1978 : La Pêche au vif, Flammarion; J'ai lu, 1985 ; Fayard Noir, 2005.
- 1978 : Mes crimes imparfaits, Flammarion ; J'ai lu, 1981; Fayard Noir, 2006.Prix Mystère 1979 de la critique.
- 1978 : Adieu, La Jolla, Flammarion ; J'ai lu, 1981.
- 1979 : Monsieur Abel, Flammarion ; J'ai lu, 1983.
- 1979 : Section rouge de l'espoir, Flammarion ; J'ai lu, 1983.
- 1980 : Quidam, Flammarion ; J'ai lu, 1984.
- 1981 : Bungalow, Flammarion ; J'ai lu, 1986.
- 1982 : Château-des-Rentiers, Flammarion ; J'ai lu, 1987.
- 1983 : Paquebot, Flammarion ; J'ai lu, 1989.
- 1984 : La Perdriole, Flammarion.
- 1988 : Lune rousse, Flammarion.
- 1990 : N'importe où avec une fenêtre, Seghers.
- 1994 : Dernière Station avant Jérusalem, Gallimard, Série Noire.
- 1994 : Assomption pour les charlots, Le Masque, "Intégrale", vol. 1. (Roman écrit en 1974.)
- 1995 : Melchior, Calmann-Lévy ; Pocket, 2006.
- 2000 : Melchior et les Innocents, Calmann-Lévy ; Pocket, 2007.
- 2000 : La Promesse de Melchior, Calmann-Lévy ; Pocket, 2006.Prix polar 2000 du salon de Montigny-lès-Cormeilles — Prix Mystère 2001 de la critique.
- 2001 : Le Bandoulier du Mississippi, Fayard.
- 2003 : Melchior en automne, Calmann-Lévy.
- 2004 : Le Griffadou, Fayard ; Le Grand Livre du mois ; Club France Loisirs ; Feryane, 2005.
- 2006 : Agence Melchior, Fayard Noir.
- 2007 : Fromental et l'Androgyne (avec Jean-Pierre Croquet), Fayard.
- 2008 : Un amour de Melchior, Fayard Noir.

### Récits
- 1993 : Le Gendarme des barrières  – chroniques du 13e arrondissement de Paris, photos de l'auteur –, éd. Patrice de Moncan.
- 2003 : Le Gendarme des barrières – nouvelle édition revue et augmentée –, Arcadia.
- 2010 : Les Faubourgs d'Armentières, Fayard.

### Recueils de nouvelles
- 1984 : Le Complot du Café rouge, "treize énigmes à résoudre vous-même", Ramsay.
- 1985 : Le Crime de la Porte jaune, "treize énigmes à résoudre vous-même", Ramsay.
- 1986 : Le Mystère du Dragon noir, treize énigmes à résoudre vous-même", Ramsay.
- 1989 : La Petite Sauteuse, Seghers ; Fayard, 2003, édition augmentée.

Prix de littérature gourmande (1990).
- 1992 : Saints-Sylvestres, Badiane (édition hors commerce).
- 1999 : Toutes les vies de Natacha, Calmann-Lévy.
- 2002 : Bouclard mène l'enquête, Isoète, Cherbourg.(Choix de 10 énigmes tirées du Complot du Café rouge et illustrées par Loïc Faucheux).
- 2002 : Histoires féroces, Fayard.
- 2002 : Les Enquêtes du commissaire Bouclard, Fayard. (Intégrale des 40 énigmes "à résoudre vous-même".)
- 2003 : Chagrin d'amour, autobus 83, ("novela") Eden "Fictions".

### Œuvres pour la jeunesse
- 1986 : Le Rêve d'Antonin, album, texte d'Alain Demouzon, mis en images par le peintre Jean-Paul Savignac, Messidor La Farandole.
- 1990 : Contes du Gobe-mouches, La Table Ronde (ill. de J.P. Savignac); Pocket jeunesse, 1998.

Prix "Octogone d'ardoise" du Centre international d'études en littérature de jeunesse.
- 1993 : Contes d'Excalibur, La Table Ronde ; Pocket jeunesse, 1998.

### Divers
- 1984 : Mystère au musée du Chat (photographies de Jacques Nestgen), Aubier.
- 1987 : Fugue, une aventure de Marie Beaumont, BD, dessin de Michel Duveaux, Dargaud.
- 1990 : Hôtel Bellevue (photos d'Agathe Eristov Gengis Khan), La Nompareille.
- 1994, 1996, 1998 : Intégrale Alain Demouzon, Le Masque; réédition en trois volumes des romans parus chez Flammarion de 1975 à 1983, ainsi que des trois recueils d'énigmes publiés chez Ramsay.
- 2004 : Leçons de ténèbres, chroniques de littérature policière (1980–2000), Encrage/Belles Lettres.

## L'audiovisuel
- 1982/83 : Inspecteur Puzzle, série d'émissions jeux pour la jeunesse. Réalisation : Dominique Masson. Scénarios de onze énigmes, dessinées puis filmées en "banc-titre". Diffusion sur TF1, du 22 septembre 1982 au 21 septembre 1983 : Le Mystère de Châteaubleux ; Casse-tête chinois ; L'enlèvement de Sabine ; Drame à la Villa Curaçao ; Le Vol du Bouchon ; Fric-frac chez Lebroc ; Qui a tué Jo Canasson ? ; Le Saccharisateur de fragaria ; Un dossier brûlant ; Le Robot dérobé ; Balbuzards et Chinchillas.
- 1983 : Monsieur Abel, téléfilm (TF1) de Jacques Doillon, d'après le roman homonyme d'Alain Demouzon. Avec Zouc et Pierre Dux. Scénario et dialogues : Denis Ferraris et Jacques Doillon.
- 1984 : Quidam, téléfilm (Antenne 2) de Gérard Marx, d'après le roman homonyme d'Alain Demouzon. Avec Aurore Clément et Richard Bohringer. Scénario : Dominique Lancelot, Alain Demouzon et Gérard Marx.
- 1984 : Stress, film de Jean-Louis Bertuccelli. Avec Carole Laure, Guy Marchand, André Dussollier, Isabelle Mergault. Coadaptation et dialogues.
- 1987 : Énigme soluble, court-métrage. Réalisation et scénario : Georges Pessis. Auteur du commentaire: Alain Demouzon.
- 1987 : One, Two, Flic, téléfilm musical de Patrick Le Gall (Antenne 2). Scénario, dialogues et paroles des chansons. Musique : Jack Arel.
- 1987 : Mécomptes d'auteur, série "Les Cinq Dernières Minutes" (France 2), épisode no 107. Scénario et dialogues. Réalisation : Roger Pigaut.
- 1988 : Fais-moi cygne, série "Les Cinq Dernières Minutes", épisode no 109. Scénario et dialogues. Réalisation : Louis Grospierre.
- 1989 : Le Fantôme de la Villette, série "Les Cinq Dernières Minutes", épisode no 113. Scénario et dialogues. Réalisation : Roger Pigaut.
- 1989 : Ah ! Mon beau château !, série "Les Cinq Dernières Minutes", épisode no 118. Scénario et dialogues. Réalisation : Roger Pigaut.
- 1991 : Mariage mortel, diffusé dans le cadre de la collection "Contre-jour" (Antenne 2), mais premier des  "Ferbac". Scénario et dialogues : A. Demouzon, d'après une idée de J. Cluny et J.P. Rocher. Réalisation : Marc Rivière.
- 1992 : Bains de jouvence, série "Ferbac" (Antenne 2). Scénario et dialogues. Réalisation : Marc Rivière.
- 1993 : Le Crime de Ferbac, série "Ferbac" (France 2). Scénario et dialogues. Réalisation : Bruno Gantillon.
- 1993 : Le Mal des ardents, série "Ferbac". Scénario et dialogues. Réalisation : Roland Verhavert.
- 1994 : Le Carnaval des ténèbres, série "Ferbac". Scénario et dialogues : Alain Demouzon et Michel Friedman. Réalisation : Sylvain Madigan.
- 1994 : Ferbac et le festin de Miséricorde, série "Ferbac". Scénario : Alain Demouzon et Michel Friedman. Réalisation : Christian Faure.
- 1997 : Panique sur la gare, série "Quai no 1". Scénario : Didier Cohen, d'après une idée d'Alain Demouzon. Réalisation : Patrick Jamain.
- 1997 : Photo Maton, court-métrage, d'après la nouvelle homonyme d'Alain Demouzon. Réalisation : Philippe Dorison.
- 2003 : Le Saut-du-Diable, dramatique radiophonique (France-Culture). Réalisation : Michel Sidoroff.

## Prix et distinctions

### Prix
- Prix Mystère de la critique 1979 pour Mes crimes imparfaits[1]
- Prix polar 2000 du salon de Montigny-lès-Cormeilles pour La Promesse de Melchior
- Grand prix Paul-Féval de littérature populaire 1992 pour l'ensemble de son œuvre